# Hedwig Bollhagen
Hedwig Bollhagen (10 novembre 1907 – 8 juin 2001) est une céramiste allemande influencée par le Bauhaus et cofondatrice des HB-Werkstätten für Keramik (de). La société qu'elle a créée est toujours en activité. Un musée consacré à son œuvre se trouve près de Berlin.

## Biographie
Hedwig Bollhagen est née en 1907 à Hanovre en Allemagne. À la fin de ses études de lycée en 1924, elle travailla dans un atelier de poterie à Großalmerode. Elle entreprit des études à l'école nationale de beaux-arts de Cassel, puis à l'école technique de céramique de Höhr-Grenzhausen auprès d'Eduard Berdel et de Hermann Bollenbach de 1925 à 1927. En 1926, elle fit un volontariat dans l'atelier de poterie de Gertrud Kraut, à Hameln.
De 1927 à 1931, elle fut engagée en tant que dessinatrice-projectrice et directrice des peintres des Steingutfabriken de Velten-Vordamm à Velten. Lors de son activité dans cette faïencerie, elle fit la connaissance de plusieurs céramistes du Bauhaus recrutés par l'entreprise, qui influencèrent son travail.
En raison de la crise économique, la faïencerie dut fermer ses portes. Elle commença ses « années de voyage » : elle travailla dans la Staatliche Majolikamanufaktur Karlsruhe, puis pour l'entreprise Rosenthal à Neustadt bei Coburg en Bavière, pour l'atelier Wilhelm Kagel à Garmisch-Partenkirchen, et enfin dans une galerie de vente berlinoise appartenant à Tilly Prill-Schloemann et Bruno Paul. Jusqu'à octobre 1933, elle était employée pour les décors et la glaçure dans la faïencerie J. Kahlscheuer Cie Steinzeugwerke m.b.H. à Frechen, près de Cologne.
Lorsque la céramiste de Cologne Nora Herz apprit de l'échec de la réinstallation des Haël-Werkstätten für Künstlerische Keramik, fondée par Margarete Heymann et son époux Gustav Loebenstein, elle en informa Hedwig Bollhagen. Avec l'aide de Nora Herz, Margarete Heymann et Heinrich Schild, elle cofonda en 1934 la nouvelle manufacture de céramique, HB-Werkstätten für Keramik GmbH, dans l'ancienne fabrique de Velten.
Les HB Werkstätten s’établirent entre autres grâce à la collaboration de la maître céramiste Tho-ma Gräfin Grothe en tant qu’assistante de ventes et que créatrice - auparavant, elle avait composé des glaçures pour Charles Crodel. À la suite de la fermeture en 1931 de la faïencerie de Velten-Vordamm GmbH, issue de la fabrique de céramique du Staatliches Bauhaus sous Gerhard Marcks, d’autres maîtres tels que Theodor Bogler et Werner Burri contribuèrent à l’essor des HB Werkstät-ten par leur expertise.
Bollhagen travailla en étroite collaboration avec Charles Crodel, qui avait été renvoyé de l'organisation Gleichschaltung pour avoir créé de l'art dégénéré. L'amitié de Crodel a été importante pour Bollhagen, qui apporta son expérience en matière de céramique de bâtiment et participa à la création des décors, qu'il acquit au cours de ses collaborations avec Wilhelm Wagenfeld dans les Vereinigten Lausitzer Glaswerken. En 1939, Hedwig Bollhagen acquit son brevet professionnel grâce à un récipient de sa création, peint par Charles Crodel. Cet examen professionnel lui octroya le statut de maître céramiste et lui permit de soustraire son entreprise à l'emprise du Front allemand du Travail (DAF).
Après la Seconde Guerre mondiale, Heinrich Schild, opposant fervent du DAF et cofondateur de la manufacture, retourna vivre en Rhénanie et Bollhagen prit en charge la manufacture à elle seule,. 
Bollhagen continua donc de travailler en République démocratique allemande, en dépit de difficultés qui la forcèrent à payer ses employés avec ses propres économies. Le travail de Bollhagen fut critiqué par le chef de l'État d'Allemagne de l'Est Walter Ulbricht, qui considérait son art comme trop formel et cosmopolite. Ses ateliers furent mis entièrement sous le contrôle de l'État en 1972, mais Bollhagen continua de travailler dans la manufacture en tant que directrice artistique, malgré la nationalisation de l'entreprise. En 1992, les ateliers redevinrent privés, et Bollhagen reprit la propriété de sa manufacture à l'âge de 85 ans, où elle travailla jusqu'à peu avant sa mort en 2001.  Heidi Manthey, une ancienne élève de Charles Crodel, lui a succédé comme directrice artistique de l'atelier.
Elle a gagné sa renommée internationale par sa vaisselle sobre et intemporelle, qui allie esthétique Bauhaus et tradition rurale de manière décontractée, tant dans sa forme que dans son décor. Elle-même disait « De l'art ? Ah oui, certains appellent ça ainsi. Moi, je fais des assiettes, des tasses et des théières. »
Bollhagen meurt à Marwitz en 2001 et elle est enterrée à Hanovre, dans le cimetière du quartier de Stöcken.

## Héritage
Sous la direction de l'office national de Brandebourg pour la protection du patrimoine, l'héritage de Hedwig Bollhagen fut intégré en 2004 à la liste des monuments historiques, sous la catégorie des biens meubles.
Pour la succession de Bollhagen, ses héritiers ont créé la fondation Hedwig-Bollhagen Stiftung sous l'administration fiduciaire de la Fondation allemande pour la protection des monuments. Initialement, il était prévu que l'héritage soit exposé dès l'été 2008 dans le musée « Im Güldenen Arm », à Potsdam. En raison de différends entre la municipalité d'une part et la société et la fondation Hedwig Bollhagen d'autre part, l'ouverture fut différée,.
Début 2008, il y eut une forte discussion médiatique autour d'un article du rbb-Magazin Kontraste, qui questionnait dans quelle mesure Hedwig Bollhagen avait bénéficié de la spoliation par les nazis des Manufactures de Häel. En 2008, la Jewish Claims Conference appuya qu'aucune restitution de biens spoliés sous le Troisième Reich n'était nécessaire en l'espèce, se basant sur la réglementation de restitution et d'indemnisation de 1981, ainsi que sur la décision de l'Office national compétent pour juger de l'affaire.
Le maire de Potsdam, Jann Jakobs, a alors commandé une étude auprès du Centre de recherche sur l'histoire du temps présent (le Zentrum für Zeithistorische Forschung) à Potsdam, afin de vérifier si l'exposition permanente prévue dans le musée municipal “Haus im Güldenen Arm” pouvait encore être réalisée au vu de ces circonstances. L'historienne Simone Ladwig-Winters, ayant fait son doctorat sur la spoliation des entrepôts berlinois par les nazis, a publié son étude sur le sujet le 14 juillet 2008,. Dans celle-ci, elle conclut que Hedwig Bollhagen n'était ni partisane, ni promotrice du nazisme, contrairement à ce qu'avait exposé le rbb-Magazin Kontraste. Bien qu'elle ait économiquement profité des conditions-cadres antisémites de la période d'établissement du nazisme, elle ne les a jamais utilisées à son avantage de manière ciblée et volontaire. Jakobs donna alors son accord pour l'exposition permanente des céramiques de Bollhagen, qui devait être étayée par les discussions sur l'activité de Bollhagen après 1933.
À Velten en Brandebourg, un lycée nouvellement construit fut nommé après elle en 2002. Depuis 2009, une rue de Hanovre porte son nom dans le quartier de Seelhorst.

## Prix
- Médaille d'or à l’Exposition universelle de 1937 / l'Exposition Internationale des Arts et Techniques dans la Vie Moderne à Paris en 1937
- 1938 : médaille de bronze à l'Exposition internationale de l'artisanat de Berlin
- 1957 : médaille d'or à Munich
- 1958 : certificat d'honneur à l'Exposition universelle de Bruxelles
- 1962 : médaille d'or à Prague
- 1966 : Theodor-Fontane-Preis des Bezirkes Potsdam (Prix Theodor-Fontane du district de Potsdam (de))
- 1985 : médaille d'or de l'ordre du Mérite patriotique (RDA)
- 1991 : Exposition honorifique à l'Antiqua de Berlin
- 1992 : prix culturel de la région d'Oranienburg
- 1994 : exposition honorifique du land de Berlin au musée de la céramique de Berlin
- 1996 : ordre du Mérite de la ville de Berlin (de), Berlin
- 1997 : ordre du Mérite de la République fédérale d'Allemagne 1re classe (9 octobre 1997)[14]

## Expositions
- Berlin ehrt Hedwig Bollhagen (Berlin Honours Hedwig Bollhagen). Du 8 octobre au 13 novembre 1994. Exposition d'hôtes au musée de la céramique de Berlin dans le bâtiment Martin Gropius à Berlin
- Hedwig Bollhagen – Unikate (Hedwig Bollhagen – Pièces uniques). Du 1er au 31 mai 1996. Galerie Theis à Berlin.
- Hedwig Bollhagen. Ein Leben für die Keramik (Hedwig Bollhagen. Une vie pour la céramique). Du 22 juin 2007 au 13 janvier 2008. Musée de l'histoire prussienne de Brandebourg, Kutschstall am Neuen Markt, Potsdam
- Hedwig Bollhagen (1907–2001) zum 100. Geburtstag (Hedwig Bollhagen (1907–2001) pour le 100e anniversaire). Du 26 août au 31 décembre 2007. Musée de la céramique de Berlin
- Töppe, Tassen, Humpen für VEB Stadtgrün u. a. – Präsent- und Auftragskeramik aus den HB-Werkstätten Marwitz (Pots, tasses, chopes pour VEB Stadtgrün et autres – Céramiques à offrir et sur commande de chez HB-Werkstätten Marwitz) du 3 novembre 2007 au 3 février 2008. Ofen- und Keramikmuseum Velten, musée des fours et de la céramique de Velten, Wilhelmstrasse 32, Velten (Mark)
- Hedwig Bollhagen – Keramik (Hedwig Bollhagen – Céramiques). Exposition spéciale, du 12 avril au 21 septembre 2008, musée de la céramique de Bürgel
- Hedwig Bollhagen. Baukeramik und Denkmalpflege (Hedwig Bollhagen. Céramique architecturale et conservation des monuments). Du 11 février au 13 août 2012. Hedwig Bollhagen Gesellschaft en tant qu'invité au musée de la céramique de Berlin

## Littérature
- Gudrun Gorka-Reimus (Ed.): Hedwig Bollhagen. Ein Leben für die Keramik. Avec une préface d’Angela Merkel. Deutsche Stiftung Denkmalschutz. Monumente Publikationen, Bonn 2007.  (ISBN 978-3-936942-85-9)
- Ein fairer Grundstückspreis. (memento daté du 27 septembre 2007 prop. : Archives sur Internet) Lothar de Maiziére à propos de l'historique des ateliers d'Hedwig Bollhagen. Prop.: Maerkische Allgemeine. Potsdam, le 14 juin 2007.
- Ursula Hudson-Wiedenmann: Ein fairer Preis? (memento daté du 29 septembre 2007 dans les Archives sur Internet) L'histoire des ateliers HB à Marwitz - Une réplique Prop.: Maerkische Allgemeine. Potsdam, le 16 juin 2007.
- Andreas Heger: Keramik zum Gebrauch – Hedwig Bollhagen und die HB-Werkstätten für Keramik. VDG, Weimar 2005.  (ISBN 3-89739-491-X) (env. 170 p. Autoprotrait commenté La céramiste Hedwig Bollhagen à propos d'elle-même et répertoire des céramiques produites en série – sans décoration et ayant des défauts et datés).
- Courte biographie sur : Bollhagen, Hedwig. Prop.: Wer war wer in der DDR? 5e édition. Volume 1, Ch. Links, Berlin 2010,  (ISBN 978-3-86153-561-4).
- Heinz-Joachim Theis: Hedwig Bollhagen (1907–2001). Zier- und Gebrauchskeramik. Selbstverlag, Berlin, 2012
- Ofen- und Keramikmuseum Velten: Vollendung des Einfachen. Hedwig Bollhagen wird neunzig. Velten 1997.